# NGC 6598
NGC 6598 este o galaxie situată în constelația Dragonul. A fost descoperită în 6 septembrie 1883 de către Lewis A. Swift.